# Primeira Liga Experimental 1934-1935
L'edizione 1934-35 della Primeira Liga Experimental fu la prima e vide la vittoria finale del Porto.
Come indica il nome, al tempo la competizione fu intesa come una prova organizzata a inviti, e non era il campionato nazionale, che esisteva già da tempo ad eliminazione diretta. Solo in tempi recenti la Federazione ha riconosciuto la validità di questo titolo.
Capocannoniere del torneo fu Soeiro (Sporting Lisbona), con 14 reti.

## Classifica finale
|  |    | Classifica finale 1934-35 | Pt | G  | V  | N | P  | GF | GS | DR  |
|  | -- | ------------------------- | -- | -- | -- | - | -- | -- | -- | --- |
|  | 1. | Porto                     | 22 | 14 | 10 | 2 | 2  | 43 | 19 | +24 |
|  | 2. | Sporting Lisbona          | 20 | 14 | 8  | 4 | 2  | 39 | 20 | +19 |
|  | 3. | Benfica                   | 19 | 14 | 8  | 3 | 3  | 41 | 23 | +18 |
|  | 4. | Belenenses                | 18 | 14 | 8  | 2 | 4  | 45 | 20 | +25 |
|  | 5. | Vitória Setúbal           | 16 | 14 | 7  | 2 | 5  | 26 | 24 | +2  |
|  | 6. | União de Lisbona          | 8  | 14 | 3  | 2 | 9  | 30 | 49 | -19 |
|  | 7. | Académico                 | 6  | 14 | 2  | 2 | 10 | 20 | 54 | -34 |
|  | 8. | Académica                 | 3  | 14 | 1  | 1 | 12 | 14 | 49 | -35 |

### Verdetti
- Porto vincitore 1934-35.

## Risultati
|                  | Porto | Sporting Lisbona | Benfica | Belenenses | Vitória Setúbal | União de Lisbona | Académico | Académica |
| Porto            |       | 4-2              | 2-1     | 1-0        | 3-2             | 7-4              | 7-0       | 7-1       |
| Sporting Lisbona | 2-2   |                  | 3-1     | 1-3        | 1-1             | 5-0              | 3-0       | 5-1       |
| Benfica          | 3-0   | 1-1              |         | 5-3        | 3-1             | 2-1              | 7-2       | 4-1       |
| Belenenses       | 1-1   | 1-1              | 2-1     |            | 3-0             | 7-3              | 7-0       | 4-0       |
| Vitória Setúbal  | 1-0   | 0-1              | 2-5     | 2-1        |                 | 4-1              | 0-0       | 3-2       |
| União de Lisbona | 0-2   | 4-5              | 2-2     | 2-6        | 1-3             |                  | 5-2       | 1-0       |
| Académico        | 0-3   | 2-3              | 1-4     | 3-2        | 3-6             | 3-3              |           | 3-2       |
| Académica        | 2-4   | 0-6              | 2-2     | 0-5        | 0-1             | 1-3              | 2-1       |           |
| ---------------- | ----- | ---------------- | ------- | ---------- | --------------- | ---------------- | --------- | --------- |